# Cap de sala
El cap de sala, o també mestre-sala, terme aquest últim que prové del francès maître d'hôtel o simplement maître [ˈmɛtʀə], és el cap dels cambrers als grans restaurants que és el responsable d'organitzar el bon desenvolupament dels àpats servits a la sala. Coordina i supervisa el personal de sala. El Llibre d'estil de la Corporació Catalana de Mitjans Audiovisuals (CCMA) considera el mot maître com a gal·licisme.
El cap de sala està encarregat, entre d'altres tasques, d'assignar una taula als comensals i proveir tot el necessari perquè estiguin còmodes. És comú que sigui la persona que ofereix la carta quan tot està a punt per servir i que proporciona el compte. La resta del servei el delega al seu equip de cambrers i cambreres, excepte pels vins i les begudes, que són la responsabilitat del o la sommelier o responsable del celler. De vegades s'utilitza també el terme de cambrer principal o d'encarregat dels cambrers.

## Antecedents històrics
Maìtre
Com moltes termes de la gastronomia, la paraula maître prové del francès maître d'hôtel. Prové de l'edat mitjana, quan la paraula hôtel significava, entre altres coses, hôtel de maître, palau, d'edifici noble. El maitre d'hôtel per als àpats i el grand bouteiller (boteller) responsable dels vins eren dues funcions a la cort dels reis de França que amb el transcurs del temps van esdevenir cerimonials i honorífiques. També era un terme utilitzat per anomenar el criat d'un senyor que havia de tastar els aliments per evitar enverinaments.